# Гульцьо Артем Андрійович
Арте́м Андрі́йович Гульцьо (нар. 9 серпня 1993 — пом. 19 грудня 2017) — старший солдат Збройних сил України, учасник російсько-української війни.

## Життєпис
Народився 1993 року в місті Дружба (Ямпільський район, Сумська область) у родині військовослужбовця-залізничника та вчительки. Виростав зі старшим братом, захоплювався спортом (особливо парашутним), мав добру фізичну підготовку. Після закінчення школи та проходження строкової служби підписав контракт зі Збройними Силами України, пройшов навчання на сапера. Мешкав у місті Житомир з 2011 року; старший солдат, сапер інженерно-саперного взводу інженерно-саперної роти 2-го батальйону 95-ї бригади. Різьбив по дереву, майстрував меблі, займався спортом. 2013 року одружився, створив сім'ю з житомирянкою Надією.
На фронті з 21 травня 2014 року; пройшов гарячі точки.
19 грудня 2017 року загинув вранці від мінно-вибухової травми під час виконання бойового завдання — внаслідок підриву на вибуховому пристрої з «розтяжкою» — поблизу смт Верхньоторецьке (Ясинуватський район). Артем у складі групи вирушив у напрямку позицій ворога, потрапив у замасковану пастку, підірвався і загинув на місці; ще двоє бійців зазнали поранень (один з них був у важкому стані).
У зв'язку з загибеллю Артема в Житомирі скасували відкриття новорічної ялинки, на виконкомі міської ради 20 грудня загиблого героя вшанували хвилиною мовчання. Похований 21 грудня 2017 року в Житомирі на Смолянському військовому кладовищі, у місті оголошено жалобу.
Без Артема лишилися батьки, дружина та двоє синів 2013 р.н. й 2016 р.н. (брат Іван помер 2015 року).

## Нагороди та вшанування
- Указом Президента України № 98/2018 від 6 квітня 2018 року «за особисту мужність і самовіддані дії, виявлені у захисті державного суверенітету та територіальної цілісності України, зразкового виконання військового обов'язку» — нагороджений орденом «За мужність» III ступеня[1]
- Вшановується в меморіальному комплексі «Зала пам'яті», в щоденному ранковому церемоніалі 19 грудня[2][3].